# Bernardino da Polenta
Bernardino da Polenta, (Ravenne, .... – 22 avril 1313), est un homme politique italien.

## Biographie
Bernardino da Polenta est le père de Ostasio I et le fils de Guido.
En 1302 Bernardino Da Polenta ( ? -1313), podestat de Cervia est en guerre avec Césène concernant le projet de construction du port de Cesenatico. Cette guerre se termina en 1305.
En 1303, il participa à la seconde guerre du Mugello, qui vit s'opposer les Bianchi et Florence et en 1308 à l'alliance contre  Azzo VIII, seigneur de Ferrare. Il est nommé podestat de Ferrare. Il ne conserva cette charge que pendant huit jours pour ne pas avoir soutenu ses alliés qui avaient rendu possible sa nomination.
Bernardino reprit les hostilités contre Césène et finit par devenir podestat en 1309.
En 1312, avec le nouveau recteur de Ravenne Robert d’Anjou roi de Naples, il participa à la lutte contre l'empereur Henri VII et prit possession du château de Leccio situé sur la rive droite du fleuve Arno, de la tour de Bandinello bâtie au-dessus d'Incisa et enfin de Ganghereto. En compensation les Florentins le nommèrent podestat. C'est en recouvrant cette charge qu'il mourut le 22 avril 1313.

## Sources
- (en) Cet article est partiellement ou en totalité issu de l’article de Wikipédia en anglais intitulé « Bernardino da Polenta » (voir la liste des auteurs).